# 枣林子遗址
枣林子遗址，位于中国甘肃省泾川县，为一个省级文物保护单位，类型为古遗址。
枣林子遗址的历史年代为新石器时代至青铜时代。